# Euhaplorchis californiensis
Euhaplorchis californiensis är en plattmaskart. Euhaplorchis californiensis ingår i släktet Euhaplorchis och familjen Heterophyidae. Inga underarter finns listade i Catalogue of Life.